# Vodní pólo na mistrovství Evropy v plaveckých sportech 1974
Zápasy ve vodním pólu na mistrovství Evropy v plaveckých sportech za rok 1974 proběhly ve Vídni, Rakousko ve dnech 18. až 25. srpna 1974.

## Československá stopa
V nominaci bylo 11 hráčů a 2 nehrající náhradníci: Ladislav Kládek (*1943) z TJ Červená hviezda Košice, Peter Baďura (*1948) z TJ Červená hviezda Košice, Ivan Karásek (*1950) z TJ Chemička Ústí nad Labem, Juraj Berlanský (*1944) z TJ Kúpele Piešťany, Juraj Reinovský (*1940) z TJ Červená hviezda Košice, Pavol Tkáč (*1950) z TJ Červená hviezda Košice, Jaroslav Techlovský (*1949) z TJ Chemička Ústí nad Labem, Ján Bohát (*1954) z VTJ Dukla Žilina, Jozef Cifra (*1950) z TJ Kúpele Piešťany, Ladislav Bottlik (*1943) z TJ Červená hviezda Košice, Alois Sýkora (*1950) z TJ Chemička Ústí nad Labem, Vladimír Prelovský (*1951) z TJ CHZWP Nováky a náhradníci Karol Neuhaus (*1953) z VTJ Dukla Žilina, Peter Pontes (*1952) z VTJ Dukla Žilina. Trenér Rudolf Štoffan.
Československo hrálo skupinu B mistrovství Evropy, pouze s naději postoupit od příštího mistrovství v roce 1977 do skupina A. V úvodním zápase Československo porazilo Spojené království 7:6. Ve druhém zápase Československo porazilo Rakousko 6:4. Ve třetím zápase Československo porazilo Polsko 7:5. Ve čtvrtém zápase Československo porazilo Belgii 11:7. V pátém zápase Československo remizovalo s Bulharskem 3:3. V šestém zápase Československo porazilo Švédsko 5:3. V posledním sedmém zápase Československo porazilo Francii 7:4. Československo vyhrálo skupinu B s 6 výhrami a jednou remízou, skóre 46:32. Nejlepším střelcem byl Peter Baďura s 16 brankami. Československo původně postoupilo do A skupiny, ale později byla pravidla upravena a pro postup do A skupiny muselo sehrát baráž se sestupujícím týmem z A skupiny.
- TCH – GBR 7:6 (1:1, 2:1, 1:2, 3:2), Branky TCH: Peter Baďura 4, Juraj Reinovský 2, Pavol Tkáč 1
- TCH – AUT 6:4 (1:1, 1:0, 1:3, 3:1), Branky TCH: Juraj Reinovský 2, Pavol Tkáč 2, Peter Baďura 1, Ján Bohát 1
- TCH – POL 7:5 (2:1, 2:0, 1:2, 2:2), Branky TCH: Peter Baďura 3, Pavol Tkáč 1, Ján Bohát 1, Ivan Karásek 1, Juraj Berlanský 1
- TCH – BEL 11:7 (2:1, 2:2, 2:1, 5:3), Branky TCH: Peter Baďura 5, Pavol Tkáč 3, Juraj Reinovský 2, Alois Sýkora 1
- TCH – BUL 3:3 (0:0, 1:0, 1:1, 1:2), Branky TCH: Peter Baďura 1, Pavol Tkáč 1, Juraj Reinovský 1
- TCH – SWE 5:3 (1:2, 1:0, 2:1, 1:0), Branky TCH: Juraj Reinovský 2, Pavol Tkáč 1, Ján Bohát 1, Alois Sýkora 1
- TCH – FRA 7:4 (1:0, 3:3, 2:1, 1:0), Branky TCH: Peter Baďura 2, Pavol Tkáč 2, Juraj Reinovský 1, Ján Bohát 1, Juraj Berlanský 1

## Medailisté
| Muži | Zlato | Stříbro | Bronz |
| ---- | --- | --- | --- |
| Tým  | Maďarská lidová republika (HUN) (András Bodnár, Gábor Csapó, Tibor Cservenyák, Tamás Faragó, István Görgényi, György Horkai, Zoltán Kásás, Ferenc Konrád, Endre Molnár, László Sárosi, István Szívós, ? (n), ? (n)) | Sovětský svaz (URS) (Alexandr Kabanov, Alexej Barkalov, Alexandr Dreval, Vjačeslav Sobčenko, Vladimir Akimov, Vadim Šmudskij, Vitalij Romančuk, Alexandr Dolgušin, Nuzgar Mšvenieradze, Valerij Puškarev, [[]], ? (n), ? (n)) | Jugoslávie (YUG) (Miloš Marković, Ozren Bonačić, Uroš Marović, Ratko Rudić, Nikola Stamenić, Ðuro Savinović, Siniša Belamarić, Dušan Antunović, Boško Lozica, Predrag Manojlović, Luka Vezilić, ? (n), ? (n)) |